# A.C. Normann
Arnold Christian Normann, född 23 mars 1904 i Skjætterup, död 11 december 1978 i Helsingör, var en dansk journalist och politiker för Det Radikale Venstre, samt folketingsledamot 1950-1972. Han var far till politikern Janne Normann.
A.C. Normann var son till gårdsägaren Peder Christian Normann (1872-1940) och Karoline Kristensen (1875-1963). Fadern var politiskt engagerad i dåtidens radikalism, där Viggo Hørup och Georg och Edvard Brandes hörde till förebilderna. Modern hade en grundtvigiansk livshållning. Normann blev under hela sin uppväxt upplärd inom lantbruket, inkluderat ett år vid Roskilde folkhögskola (1920-1921). Efter förberedelseexamen 1923 blev han anställd som journalist inom den radikala pressen, däribland Venstres Folkeblad, Holbæk Amts Venstreblad och Fyns Venstreblad (1923-1934). Vid samma tid engagerade han sig politiskt i Radikal Ungdom, vars tidskrift han redigerade (1924-1927). Han blev sedan verksamhetsledare för A/S Haustrups Fabrikker i Odense (1934-1946), samt styrelseledamot (1937-1955). Han var också verksam som egenföretagare, då han tillsammans med brodern Mogens grundade förlaget A/S A C Normanns Forlag 1943. Han var också styrelseledamot i företaget 1955-1961, 1965-1968 och 1972-1978. Han blev sedan delägare i Helsingør Dagblad 1956, vars chefredaktör han var 1972-1974. Han var dessutom tidningens medstiftare och delägare från 1973, då den ombildades samma år.
Normann var ledamot i Odense stadsfullmäktige 1943-1946. Tre år senare blev han invald i Folketinget för Esbjergs valkrets och satt bl.a. i försvars- och ekonomiutskotten samt i en rad utredningar och kommittéer. Han var ofta partiets representant i fiskefrågor. Han fick därefter många politiska uppdrag; Han var ledamot i utrikesnämnden (1964-1968, varav som ordförande från 1967), ledamot i partistyrelsen (1955-1960 och 1962-1965), ledamot i Nordiska rådet (1957-1960 och 1964-1968), ledamot i Europarådet (1966-1968), ledamot i Grønlandsrådet (1966-1968) representant för Danmarks Nationalbank (1957-1960). Normann utmärkte sig som en övertygad georgist, med frihandel och jordränteteorin som grundprinciper i ekonomiska frågor. Han var även antimilitarist och lokalt engagerad i fredsförbundet i Odense.
Normann var fiskeri- och grönlandsminister i två perioder: 1960-1964 i en socialdemokratiskt ledd regering och 1968-1971, som var en borgerlig koalitionsregering. Som grönlandsminister förberedde Normann för Grönlands självstyre genom flera lagändringar, inte minst inom fisket. Under hans perioder som fiskeriminister genomfördes mången förberedelser av den danska fiskenäringen inför Danmarks inträde i EG.  Under hans mandatperioder infördes även minimipriser på vissa fiskarter och utökade möjligheter till lån för inköp av trålare.
Normanns politiska karriär fick ett abrupt slut efter att han varit involverad i en bilolycka som resulterade i två döda och tre skadade. Hans parlamentariska immunitet upphävdes och han dömdes som skyldig till olyckan med ett fängelsestraff på 30 dagar, samt ett tvåårigt körförbud. Med rösterna 88-77 förlorade han även sin valbarhet till Folketinget.